# Napad na Lunenburg
Napad na Lunenburg (znan tudi kot Plenljenje Lunenburga) se je zgodil med ameriško revolucijo, ko je ameriški zasebnik, kapitan Noah Stoddard iz Fairhavena, Massachusetts na ladji 'Scammell' s štirimi drugimi zasebnimi plovili, 1. julija 1782 napadel britansko naselje v Lunenburgu, Nova Škotska. Napad je bil zadnji večji napad zasebnikov na skupnost v Novi Škotski med vojno.
Lunenburg sta branila voditelja milice polkovnik John Creighton (sodnik) in major Dettlieb Christopher Jessen. V Novi Škotski je bil napad na Lunenburg najspektakularnejši napad vojne. Zjutraj 1. julija je Stoddard povedel približno 170 ameriških zasebnikov v petih močno oboroženih plovilih in premagal Lunenburgovo obrambo, zavzel blokade, požgal Creightonovo hišo in napolnil Jessenovo hišo z luknjami od krogel. Zasebniki so nato oropali naselje in zadrževali milico z grožnjo, da bodo uničili celotno mesto. Ameriški zasebniki so oropali mesto in vzeli tri ujetnike, vključno s Creightonom, ki so jih kasneje izpustili iz Bostona brez plačila odkupnine.

## Ozadje
Med ameriško revolucijo so ameriške revolucionarne sile redno napadale Novo Škotsko po kopnem in morju. Med vojno so ameriški zasebniki opustošili pomorsko gospodarstvo z napadi na številne obalne skupnosti. Prišlo je do nenehnih napadov zasebnikov, ki se je začela sedem let prej z napadom na Saint John (1775) in je vključevala napade na vse večje postojanke v Novi Škotski.
Lunenburg se je med vojno večkrat spopadel z ameriškimi zasebniki. V Leta 1775 je 84. polk, pod vodstvom stotnika Johna MacDonalda, branil Novo Škotsko in napadel ameriško zasebniško ladjo pri Lunenburgu. Na vojno ladjo so se vkrcali, ko je bilo nekaj posadke na obali in je iskalo plen. Posadko so ujeli in jo odpeljali v Halifax. Februarja 1778 je polkovnik Creighton pozval vlado, naj obravnava "škodo, ki so jo novoangleški zasebniki povzročili naselju Lunenburg". Vlada je v odgovor odredila oboroženi ladji Loyal Nova Scotian, da zaščiti Lunenburg. 25. februarja 1780, medtem ko je ameriška zasebniška ladja »Sally« plula v pristanišču Lunenburg pod poveljstvom Mosesa Tinneyja, so štirje ameriški zasebniki prišli na obalo po zaloge. Polkovnik Creighton je ukazal, naj zasebnike ujamejo in streljajo na njihovo brigantino »Sally«. Creighton je nato ukazal dvema čolnoma z ljudmi, naj se vkrcata na »Sally«, vendar so se zasebniki uprli. Creighton je ukazal blokovni hiši, naj na ladjo ustreli z dvema topovoma. »Sally« se je predala in zasebniki so bili ujeti, »Sally« pa so pripeljali v Halifax.
18. marca 1780 je lunenburška milica zasegla ameriške ujetnike, ki so jih vzeli z ameriške zasebniške ladje Kitty na reki LaHave. Ladjo so odpeljali nazaj v Lunenburg in jo prodali. Mesec dni kasneje, 15. aprila 1780, sta lunenburška milica (35 mož) in britanska brigantina »John in Rachael« ob reki LaHave ujela ameriško zasebno ladjo, prav tako imenovano »Sally«. Med zasegom sta zasebnika ubila vodjo milice (McDonalda) in ranila dva člana posadke ladje John in Rachael.
15. marca 1782 je kapitan Amos Potter, izpuščen po napadu na Annapolis Royal (1781), se je vrnil iz Bostona na ladji Resolution in zajel škuno Two Sisters pri otoku Pearl Island, Mahone Bay, prej Green Island, ukradel vse zaloge na krovu in jo izpustil.
Naslednji mesec je bila aprila 1782 Stoddardova ladja Scammell splovljena v uporabo in je v Bostonu naredil načrt za napad na Lunenburg. Kmalu zatem je rešil 60 ameriških ujetnikov na krovu ladje HMS Blonde, ki je bila nasedla na Seal Island, Nova Škotska. Stoddard je britanski posadki dovolil, da se je vrnila v Halifax na ladji HMS Observer (ki je bila vpletena v bitko pri Halifaxu na poti).
30. junija, dan pred napadom na Lunenburg, so Stoddard in dva druga zasebnika vstopili v Chester, Nova Škotska streljali s topovi s svojih plovil. Stotnik milice Jonathan Prescott je zasebnike obvestil z namenom, da bi jih odgnal, da so vojaške sile so zapustile Lunenburg in se usmerile proti Chesterju. Ameriški zasebniki so se v odgovor umaknili iz Chesterja in napadli Lunenburg.

## Napad na Lunenburg
Zgodaj zjutraj 1. julija 1782 je pet ameriških zasebnikov, ki so pod poveljstvom kapitana Noaha Stoddarda zapustili Boston, začelo napadati Lunenburg. Stoddardova ladja je bila škuna »Scammel« s šestnajstimi topovi in šestdesetimi možmi. Stoddard je organiziral napad na mesto tako na kopnem kot na morju. Ladje so najprej pristale pri Red Headu (današnji Blue Rocks), dobre tri kilometre izven mesta. Od tam je George Wait Babcock vodil 90 vojakov po kopnem proti mestu. Ladje so se nato premaknile proti frontalnemu napadu na mesto.
Lunenburško milico 20 mož sta vodila polkovnik John Creighton (sodnik) in major D.C. Jessen. Polkovnik Creighton in pet drugih pripadnikov milice je zasedlo vzhodno blokado in začelo streljati na bližajoči se kopenski napad. Več Stoddardovih zasebnikov je bilo ranjenih. Izkrcana flota zasebnikov je nato obkrožila East Point. Ladje so pristale in hitro prevzele nadzor nad zahodnim blokom ter se namestile na Blockhouse Hillu (glej sliko zgoraj). Polkovnika Creightona in druge v bloku so s topovi utišali, blok pa je bil požgan. Polkovnik Creighton se je predal in bil skupaj z dvema drugima možema na krovu Stoddardove ladje "Scammel" ujet.
Upor je nudil tudi major D.C. Jessen. Sprva so ga zadržali v njegovem domu, ki so ga zasebniki obstreljevali. Pobegnil je in njegovo hišo so oropali. Major Jessen se je z milico zbral za hribom s pogledom na mesto. Milica iz LaHavea pod poveljstvom majorja Josepha Pernetta je prav tako napredovala proti Lunenburgu, da bi se pridružila majorju Jessenu. Kapitan Stoddard je Jessenu in Pernettu poslal sporočilo, v katerem ju je obvestil, da bodo, če bosta napredovala proti mestu, vse hiše požgane. Da bi zagotovil, da njegova grožnja ni bila zaman, je kapitan Stoddard požgal Creightonov dom.
Kapitan Stoddardovi zasebniki so mesto izropali in uničili, kar je ostalo. Častiti Johann Gottlob Schmeisser je poskušal posredovati, zasebniki pa so ga zvezali in postavili sredi mesta. Častiti Peter de la Roche je z ameriškimi zasebniki podpisal odkupnino. (De la Roche je postal tudi prvi anglikanski duhovnik v Guysborough, Nova Škotskaa).
Olajšanje je prišlo, ko je poročnik Guverner Sir Andrew Hamond iz Halifaxa odposlal tri ladje pod poveljstvom kapitana Andrew Snape Douglassa in ladje HMS Chatham, od katerih je imela ena na krovu 200 hessianskih vojakov. Kapitan Stoddard je začel umik in se s svojimi ujetniki odpravil v Boston. Čeprav ni prejel odkupnine, je Stoddard po prihodu v Boston izpustil polkovnika Creightona in druge ujetnike.
Sylvia, Afričanka, ki je delala za Creightona, je bila pomemben del Lunenburgovega odpora proti napadu. Pomagala je pri oskrbi Creightona s strelivom v blokadi in nudila zavetje njegovemu sinu. Poleg tega je potem, ko jo je Stoddard izpustil iz ujetništva, varovala tudi dom in imetje majorja Jessena. Ali je bila Sylvia svobodna temnopolta ženska ali sužnja, ni znano. Glede na zapise pokopališča cerkve sv. Pavla (Halifax) je navedena kot "črna služabnica". Umrla je v Halifaxu 12. marca 1824 v starosti 70 let in je pokopana na starem pokopališču (Halifax, Nova Škotska)]].<

## Posledice
Napad na Lunenburg je bil zadnji večji napad zasebnikov v vojni. 29. avgusta 1782 je ameriški zasebnik »Wasp« z 19 možmi pod poveljstvom kapitana Thomasa Thompsona zajel ladjo pri Chesterju. Nato je dve noči preživel na otoku East Ironbound Island. 1. septembra je »Wasp« odplul do Pennant Pointa, Nova Škotska, kjer so se soočili s tremi moškimi iz Sambra, ki so streljali na posadko, pri čemer so enega ubili in tri ranili, vključno s kapitanom Thomasom Thompsonom. Kapitan Perry je prevzel poveljstvo nad ladjo, zasebniki pa so enega od moških iz Sambra zaprli. Zasebniki so svojega člana posadke pokopali na otoku v zalivu Pennant. Nato so se začeli vračati v Massachusetts z veslanjem do West Doverja, Nova Škotska, nato pa na otok Cross Island (»Croo Island«) tik ob Lunenburgu (»Malegash«). 3. septembra 1782 je Henry Vogle iz lunenburške milice ponovno zavzel manjšo ladjo, ki so jo zavzeli ameriški zasebniki, čemur so bili priča tisti na ladji Wasp. 5. septembra je Wasp poskušal vpluti v reko LaHave, a so nanj streljali lokalni prebivalci, zato je nadaljeval pot do Port Medwaya.
Tudi 1. septembra je kapitan Powers z ladje »Dolphin«, ki ji je poveljeval prej v bitki pri Halifaxu (1782), pregnal kapitana Powersa z ladje »Observer« na obalo reke LaHave. Powers in posadka sta pobegnila na obalo, Crymes pa je z ladjo »Dolphin« odplul v Liverpool.

## Galerija
- Polkovnik John Creighton Sr. - vodja milice; dom požgan
- Jessen Bell - major D.C. Jessen - vodja milice; dom izropan
- Johann Gottlob Schmeisser
- Kapitan Andrew Snape Douglas
- Namestnik guvernerja Hamond

## V leposlovju
- Jan Andrews. Plesoče sonce: Praznovanje kanadskih otrok, 1981
- Joyce Barkhouse. "Junakinja iz Lunenburga", z ilustracijami Petra Fergusona.